# 喬丹冰原島峰
72°9′S 101°4′W / 72.150°S 101.067°W
喬丹冰原島峰（英語：Jordan Nunatak），是南極洲的冰原島峰，位於埃爾斯沃思地的瑟斯頓島西南部，處於羅奇雷冰川和科克斯冰川的源頭之間，美國地質調查局根據測量和該國海軍的空中照片繪入地圖，現時由南極條約體系管理。